# Jean-Jacques Gruber
Pour les articles homonymes, voir Gruber.
Jean-Jacques Gruber, est un maître verrier, né le 1er janvier 1904 à Nancy, mort le 23 août 1988 dans le 13e arrondissement de Paris.

## Biographie
Fils de Jacques Gruber, le célèbre verrier de l'École de Nancy, il est également le frère du peintre Francis Gruber.
Il se forme très tôt à l'art de son père avec lequel il collaborera rapidement.
Marié le 23 mars 1931 à 8e arrondissement de Paris avec Suzanne Seligman, il décède le 23 août 1988 à 13e arrondissement de Paris.

## Œuvres
- Les vitraux de la cathédrale Notre-Dame de Verdun (1930).
- Basilique Notre-Dame d'Avioth : série de vitraux pour la chapelle Saint-Jean (1930).
- Église de Saint-Philbert-de-Grand-Lieu : série de vitraux figuratifs de 1937).
- Ancienne cathédrale Saint-Paul-Aurélien de Saint-Pol-de-Léon.
- Vitraux de l'église Saint-Didier à Clermont-en-Argonne (1936-1937).
- Restauration de la grande verrière du XIIIe siècle de la cathédrale Saint-Samson de Dol-de-Bretagne (1951)
- Église Saint-Étienne à Arcis-sur-Aube : série de vitraux (vers 1970).
- Basilique Saint-Denis : restauration d'un vitrail du XIIe siècle de la chapelle des fonts baptismaux (1974).
- Cathédrale Notre-Dame de Strasbourg : vitraux abstraits du transept Sud (1976-1981).
- Cathédrale Saint-Corentin de Quimper : vitrail du baptême (1980)[3].
- Une baie à décor non-figuratif dans la Primatiale Saint-Jean de Lyon (1981-1982)[4]
- Basilique de Saint-Quentin : vitrail figuratif de la chapelle Saint-Quentin (1982).
- Les vitraux dans l'église de Saint Léger aux Bois dans l'Oise

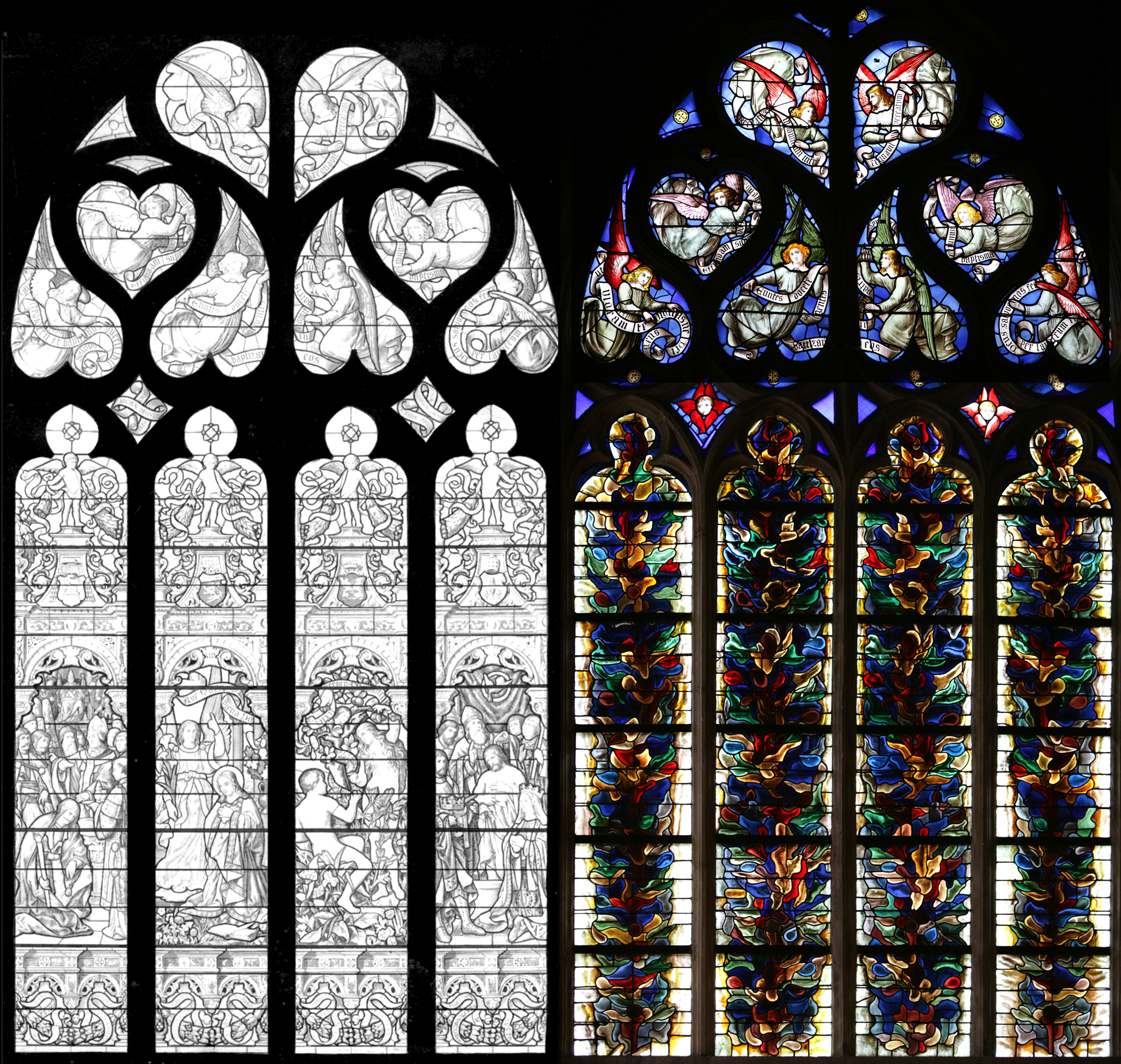
À droite : vitrail réalisé entre 1981 et 1982 par Jean-Jacques Grüber pour remplacer le vitrail figuré à gauche, réalisé au XIXe siècle par Lucien Bégule et détruit en 1944.

## Décorations
- Commandeur de l'ordre des Arts et des Lettres Il est promu au grade de commandeur le 20 mai 1976.